# Objaw Jaworskiego
Objaw Jaworskiego – objaw charakterystyczny dla zapalenia wyrostka robaczkowego. Pacjent w pozycji leżącej podnosi kończynę dolną prawą do góry. Następnie badający naciska palcami dłoni okolicę wyrostka robaczkowego, a pacjent jednocześnie opuszcza wyprostowaną w stawie kolanowym kończynę do poziomu. Objaw uznaje się za dodatni, gdy w trakcie opuszczania kończyny pojawia się narastający ból (w przypadku zakątniczego położenia wyrostka robaczkowego).